# Ryūichi Sugiyama
Pour les articles homonymes, voir Sugiyama.
Ryūichi Sugiyama (杉山 隆一, Sugiyama Ryūichi), né le 4 juillet 1941 à Shizuoka, est un footballeur et entraîneur japonais.

## Biographie
En tant qu'attaquant, Ryūichi Sugiyama fut international nippon à 56 reprises (1961-1971) pour 15 buts.
Il participa aux Jeux olympiques de 1964. Il fut titulaire contre l'Argentine, contre qui il inscrivit un but à la 54e minute, contre le Ghana, où il inscrivit aussi un but à la 12e minute, mais ne joua pas contre la Tchécoslovaquie. Le Japon fut éliminé en quarts-de-finale.
Il participa aux Jeux olympiques de 1968. Titulaire dans tous les matchs, il remporta la médaille de bronze.
En tant que joueur, il joua au Mitsubishi Heavy Industries, remportant une J. League en 1969 et une coupe du Japon en 1971.
Il ne dirigea qu'une équipe pendant douze saisons, le Yamaha Motor, remportant une D3, une D2 japonaise et une coupe du Japon.

## Clubs

### En tant que joueur
- 1966-1973 :  Mitsubishi Heavy Industries

### En tant qu'entraîneur
- 1974-1986 :  Yamaha Motor

## Palmarès

### En tant que joueur
- Championnat du Japon de football
  - Champion en 1969
  - Vice-champion en 1970 et en 1971
- Coupe du Japon de football
  - Vainqueur en 1971
  - Finaliste en 1967 et en 1968
- Jeux olympiques
  - Médaille de bronze en 1968

### En tant qu'entraîneur
- Championnat du Japon de football D3
  - Champion en 1978
- Championnat du Japon de football D2
  - Champion en 1982
  - Vice-champion en 1979
- Coupe du Japon de football
  - Vainqueur en 1982